# Sphenoptera chalcichroa
Sphenoptera chalcichroa là một loài côn trùng trong họ Buprestidae. Loài này được Obenberger miêu tả khoa học đầu tiên năm.
Đây là loài gây hại của cây Betula allegheniensis, phát triển phổ biến ở Sudan.